# Sam Holbrook
Sam Holbrook, né en juillet 1965 dans le Kentucky aux États-Unis, est un arbitre de la Ligue majeure de baseball.

## Biographie
Holbrook est arbitre de la Ligue majeure depuis 1998.
Il est membre du groupe d'officiels en service durant la Série mondiale 2010, le match des étoiles en 2004, la Série de championnat 2008 de la Ligue américaine, les Séries de championnat de la Ligue nationale en 2009 et 2010, ainsi que les séries éliminatoires de 2012.
Comme arbitre, il porte le numéro de dossard 34.

### Controverse
Le 5 octobre 2012 est disputé le tout premier match de meilleur deuxième dans les séries éliminatoires de la Ligue majeure de baseball. Arbitre au champ gauche, Holbrook invoque un règlement auquel les officiels ont rarement recours, la règle du ballon à l'avant-champ, pour déclarer Andrelton Simmons des Braves d'Atlanta retiré à un moment crucial de la rencontre contre les Cardinals de Saint-Louis. La décision amène le manager des Braves Fredi González à placer la rencontre sous protêt après une plainte officielle au groupe d'arbitres en fonction. La foule au Turner Field d'Atlanta, où le match est joué, réagit en chahutant et en inondant le terrain de projectiles, causant une interruption du jeu pendant 19 minutes.